# Lider în afaceri
Liderul în afaceri este conducǎtorul unui grup implicat într-o anumitǎ afacere.
Liderul în afaceri este un om de încredere, stǎruitor și inventiv. El poate lansa o nouǎ  afacere și își poate dedica toatǎ energia pentru a o duce la bun sfârșit. Talentul de a-i inspira pe ceilalți este una din trǎsǎturile lui specifice. Este un bun orator și știe precis cum sǎ conducǎ politica afacerilor. Știe sǎ  stabileascǎ  țeluri și luptǎ  pentru a le atinge cât mai curând posibil. Din această cauzǎ, el nu dǎ dovadǎ întotdeauna de suficientǎ rezistențǎ pentru a-și urmǎri afacerea în condiții nefavorabile, încetându-și investiția spre a începe o altǎ  afacere mai promițǎtoare. Poate întâlni probleme, deoarece câteodatǎ, nu anticipeazǎ obstacolele. Tendința de a risca prezintǎ un alt pericol, deoarece liderul se va afla într-un punct critic dacǎ  nu analizeazǎ  toate pozițiile pro și contra în timp ce ia o decizie.
Liderul în afaceri trebuie sǎ dezvolte, pe lângǎ alte abilitǎți, așa-numita capacitate de „a ști cum” să conducǎ o afacere, capacitate care se dezvoltǎ în timp, nefiind înnǎscutǎ.
Unele clasificǎri vizând tipurile de lider s-au împărțit în douǎ  mari categorii :
1. Liderul transformațional caracterizat de carismǎ, motivație, stimulare intelectualǎ, considerație individualǎ.
2. Liderul tranzacțional, care își bazeazǎ  activitatea pe întărirea probabilǎ. Motivația angajaților este datǎ  de promisiunea, prețuirea și rǎsplata acordatǎ  de lider și corecția lor are loc prin reacții negative, amenințǎri, acțiuni disciplinare.[3]